# Litchfield (Illinois)
Litchfield ist eine City im Montgomery County des Bundesstaats Illinois in den Vereinigten Staaten.
Bei der Volkszählung im Jahre 2000 wurden 6815 Einwohner gezählt.

## Geographie
Die Stadt liegt rund 100 Kilometer nördlich von St. Louis an der Interstate 55, die St. Louis mit Chicago verbindet.

## Geschichte
Litchfield wurde nach einem ihrer Gründer, Electus Backus Litchfield benannt.
Früher war Litchfield eine wichtige Durchgangsstation auf der Route 66. Das Ariston Cafe gilt als eines der ältesten noch erhaltenen Restaurants an der historischen Strecke. Es wurde 1924 zunächst im 20 Kilometer entfernten Carlinville eröffnet, später aber an seinen jetzigen Standort verlegt. Das Ariston Cafe wurde 1992 in die Route 66 Hall of Fame aufgenommen und ist heute eine beliebte Station für Route-66-Touristen. Das SkyView-Autokino ist ebenfalls Mitglied der Route 66 Hall of Fame und besteht seit 1951.
Ein anderer Anlaufpunkt ist Litchfield's Lake Lou Yaeger, ein Erholungs-, Sport- und Angelgebiet nordöstlich der Stadt. 

## Schienenverkehr
Der Bahnanschluss zum Industriegebiet am Werk der North American Pipe Corporation erfolgt seit November 2011 durch die Illini Terminal Railroad.

## Persönlichkeiten
- Paul Martin Pearson (1871–1938), Hochschullehrer und Politiker, Gouverneur der Amerikanischen Jungferninseln
- Ray Schalk (1892–1970), Baseballspieler und -manager